# ديفيد وايت (سياسي أسترالي)
ديفيد وايت (بالإنجليزية: David White)‏ هو سياسي أسترالي، ولد في 16 يونيو 1944. حزبياً، نشط في حزب العمال الأسترالي. وقد انتخب عضو المجلس التشريعي الفيكتوري عن دائرة Doutta Galla Province ‏ (16 أكتوبر 1976 – 29 مارس 1996).